# Vifolka, Valkebo och Gullbergs domsaga
Vifolka, Valkebo och Gullbergs domsaga var en domsaga i Östergötlands län, bildad 1850 ur Bobergs, Gullbergs, Bråbo och Finspånga läns häraders domsaga och Vifolka och Valkebo häraders domsaga.
Domsagan lydde under Göta hovrätt och omfattade häraderna Vifolka, Valkebo och Gullberg. 1 januari 1924 upplöstes domsagan och delen Vifolka härad överfördes till Mjölby domsaga medan resten fördes till Linköpings domsaga.

## Tingslag
- Vifolka tingslag
- Valkebo tingslag till 1918
- Gullbergs tingslag till 1918
- Valkebo och Gullbergs tingslag från 1918

## Häradshövdingar
- 1850-1851 	Fredrik Carl Pereswetoff-Morath
- 1852-1859 	Carl Johan Ek
- 1860-1889 	Arnold Georg Rudling
- 1890-1923 	Hjalmar Bergh